# Anthophora

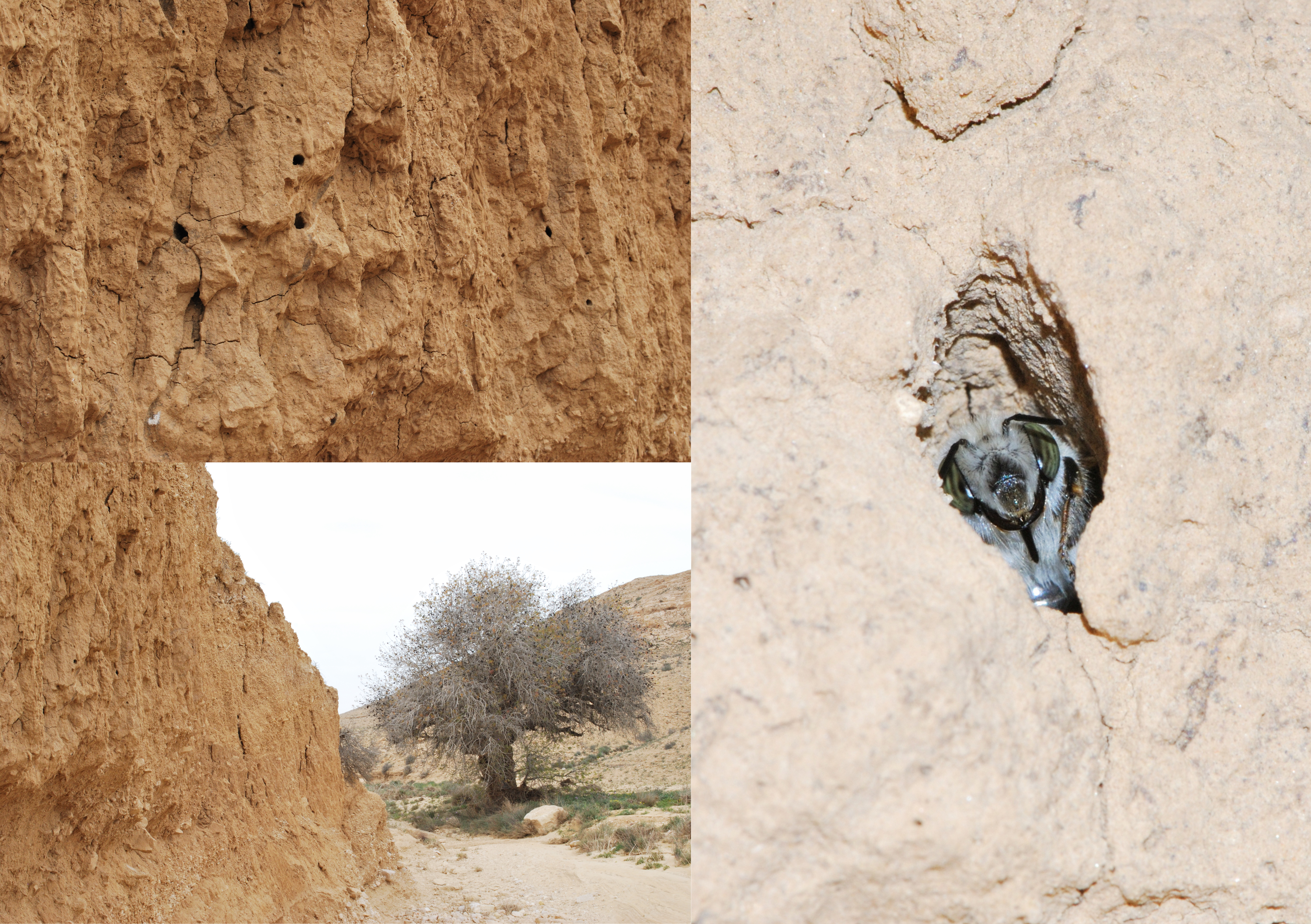
Sitio de anidación de Anthophora senescens en un acantilado vertical de arcilla de un curso de agua estacional, Wadi Elot, Israel. Cada túnel es un nido independiente de una hembra solitaria. A la derecha, una hembra de guardia en la entrada del nido.

El género de abejas Anthophora es uno de los más numerosos de la familia Apidae, con más de 450 especies en todo el mundo en 14 subgéneros. Son más abundantes y diversas en las regiones biogeográficas holárcticas y africanas; están ausentes en el sudeste de Asia y en Australasia.
Todas las especies son solitarias, aunque muchas anidan en grandes agregaciones. Casi todas las especies hacen nidos en el suelo, ya sea en bancos o en terreno plano; las larvas se desarrollan dentro de células con revestimiento impermeable y no tejen capullos. Los machos suelen tener marcas faciales blancas o de color amarillo pálido, y tienen patas peculiarmente modificadas con pelos. Los individuos pueden distinguirse del género similar Amegilla por la posesión de un arolio entre las uñas del tarso.
Incluye las especies:
- Anthophora curta
- Anthophora dispar
- Anthophora edwardsii
- Anthophora fedorica
- Anthophora flexipes
- Anthophora urbana
- Anthophora furcata
- Anthophora plumipes
- Anthophora pueblo[2]
- Anthophora retusa